# Gissur Ísleifsson
Gissur Ísleifsson (* 1042; † 1118) war, nach der Übernahme des Christentums durch die Isländer im Jahre 1000, der zweite Bischof von Island. Ab 1106 war er Bischof in der Diözese von Skálholt im Süden der Insel. In diesem Jahr hatte man die nordisländische Diözese Hólar begründet.

## Leben
Gissur wird als groß, stark und gutmütig beschrieben. Der Vater von Gissur war Ísleifur Gissurarson, Bischof von Island. Wie dieser studierte Gissur in Sachsen im Stift Herford und wurde dort noch in jungen Jahren zum Priester geweiht. Nachdem er von dort heimgekehrt war, heiratete er Steinunn Þorgrímsdóttir (ca. 1042 – nach 1118), die in erster Ehe mit Þórir Skegg-Broddason von Hof im Vopnafjörður verheiratet gewesen war. Dort lebte das Ehepaar auch zunächst. Das Ehepaar reiste viel, unternahm unter anderem Pilgerfahrten nach Rom. Als sein Vater, der Bischof Isleifur Gissurason, im Jahre 1080 starb, weilte Gissur im Ausland, reiste jedoch im Sommer darauf nach Island und wurde zum Bischof gewählt. Die Bischofsweihe gelang jedoch erst nach einigen Irrfahrten. Gissur fuhr zunächst ins Sachsenland, denn eigentlich hätte der zuständige Erzbischof von Bremen ihn weihen sollen. Dieser war da jedoch gerade seines Amtes enthoben worden. Gissur setzte seine Reise daraufhin in Richtung Rom fort. Der Papst Gregor VII. sandte ihn nach einer Begegnung nach Magdeburg und dort wurde er von Erzbischof Hartwig 1082 schließlich zum Bischof von Island geweiht. Als er nach Island zurückkam, ließ er sich wie sein Vater in Skálholt nieder und nach dem Tode seiner Mutter schenkte er den Grundbesitz der Kirche. Gissur war der strengste Befürworter der Aufnahme des Kirchenzehnten in Island und bewirkte, dass dies vom Parlament im Jahre 1097 abgesegnet wurde. Er verfügte zu dem Zweck auch die erste Volkszählung in Island. Gissur starb 1118 in Skálholt, nachdem er 36 Jahre lang als Bischof gewirkt hatte. Er hatte einige Kinder. Seine Tochter Gróa heiratete Ketill Þorsteinsson, Bischof von Hólar.